# Каледон (река)
Каледон (англ. Caledon, сесото Mohokare) — река в ЮАР и Лесото, составляет значительную часть границы между двумя странами. Длина — 480 км.
Берёт начало в Драконовых горах, вблизи крайней северной точки государства Лесото и течёт на юго-запад сперва по западной границе страны с ЮАР, а затем полностью по территории провинции Фри-Стейт ЮАР вплоть до впадения в реку Оранжевая.
На реке Каледон находится столица государства Лесото — город Масеру.